# Teon
Teon (Indonesisch: Gunung Teon) is een Indonesische stratovulkaan in de Bandazee in de provincie Oost-Nusa Tenggara.